# Nicolae de Ujlak
Nicolae de Ujlak (în maghiară Újlaki Miklós, în croată Nikola Iločki) a fost voievod al Transilvaniei între anii 1462-1465, 